# Талалаївська селищна територіальна громада
Талалаївська селищна територіальна громада — об'єднана територіальна громада в Україні, в Прилуцькому районі Чернігівської області. Адміністративний центр — селище Талалаївка.
Площа громади — 186,75 км², населення — 7561 мешканець (2018).
Утворена 20 травня 2017 року шляхом об'єднання Талалаївської селищної ради та Корінецької, Красноколядинської, Липівської, Понорівської сільських рад Талалаївського району.
Відповідно до розпорядження Кабінету Міністрів України № 730-р від 12 червня 2020 року «Про визначення адміністративних центрів та затвердження територій територіальних громад Чернігівської області», до складу громади були включені території Березівської, Болотницької, Поповичківської, Рябухівської, Староталалаївської, Української, Харківської, Чернецької та Юрківцівської сільських рад Талалаївського району .
Відповідно до постанови Верховної Ради України від 17 червня 2020 року «Про утворення та ліквідацію районів», громада увійшла до новоствореного Прилуцького району.

## Населені пункти
До складу громади входять 3 селища (Зелений Гай, Основа, Талалаївка) і 42 села: Березівка, Березовиця, Болотниця, Глибоке, Глинське, Грабщина, Грицівка, Діброва, Довгалівка, Жолобок, Займище, Колядин, Корінецьке, Красний Колядин, Лавіркове, Левівщина, Липове, Макаренкове, Мигурів, Мирне, Нова, Новопетрівське, Новоселівка, Обухове, Петьків, Плугатар, Понори, Поповичка, Рубанів, Рябухи, Скороходове, Слобідка, Співакове, Стара Талалаївка, Степ, Степанівське, Степове, Українське, Харкове, Чернецьке, Шевченка, Юрківці.

## Старостинські округи
- Березівський старостинський округ (села Березівка, Колядин,  Мирне)
- Болотницький старостинський округ (село Болотниця)
- Корінецький старостинський округ (села Корінецьке, Мигурів)
- Красноколядинський старостинський округ (села Красний Колядин, Глинське,  Левівщина, Грицівка, Зелений Гай)
- Липівський старостинський округ (села Липове, Скороходове, Жолобок, Березовиця)
- Понорівський старостинський округ (село Понори)
- Поповичківський старостинський округ (села Поповичка, Грабщина,  Новопетрівське, Обухове, Рубанів)
- Рябухівський старостинський округ (села Рябухи, Плугатар, Степанівське, Петьків)
- Староталалаївський старостинський округ (села Стара Талалаївка, Основа, Слобідка)
- Український старостинський округ (села Українське, Займище, Нова, Степ)
- Харківецький старостинський округ (села Харьково, Лавіркове, Новоселівка,  Степове, Шевченка)
- Чернецький старостинський округ (села Чернецьке,  Глибоке, Діброва, Макаренкове, Співакове)
- Юрківцівський старостинський округ (села Юрківці, Довгалівка)[4]